# (464528) 2016 CA15
(464528) 2016 CA15 es un asteroide perteneciente al cinturón de asteroides, descubierto el 17 de enero de 2005 por el equipo Spacewatch desde el Observatorio Nacional de Kitt Peak (Arizona, Estados Unidos).